# Isabella von Aragón

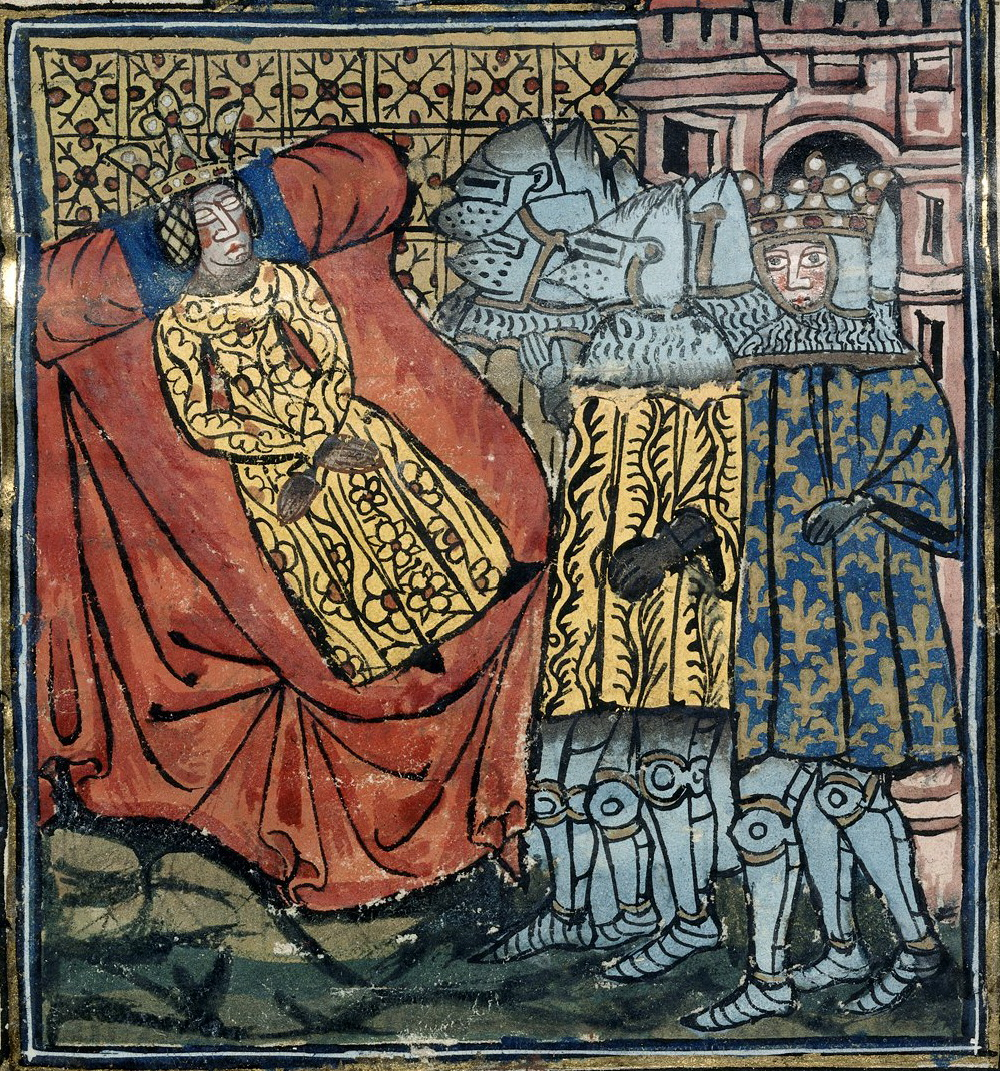
Philipp III. und seine Ritter halten Totenwache am Sterbebett der Königin Isabella. Darstellung aus dem späten 14. Jahrhundert.

Isabella von Aragón (* um 1247; † 28. Januar 1271 in Cosenza, Italien) war als erste Gemahlin Philipps III., des Kühnen von August 1270 bis Januar 1271 Königin von Frankreich.

## Leben
Isabella war eine Tochter von König Jakob I. von Aragón, genannt der Eroberer, aus dem Haus Barcelona und seiner zweiten Frau Yolanda von Ungarn, Tochter von König Andreas II.
Zur Bekräftigung des im Mai 1258 zwischen Isabellas Vater und dem französischen König Ludwig IX. geschlossenen Vertrags von Corbeil war in einem Zusatzabkommen Isabellas Vermählung mit Ludwigs zweitältestem Sohn Philipp vorgesehen. Nach dem Tod von dessen älterem Bruder Ludwig rückte Philipp im Januar 1260 zum neuen Thronfolger auf. Erst am 28. Mai 1262 fand die vom Erzbischof von Rouen, Eudes Rigaud, geleitete Hochzeit des Paars in Clermont in der Auvergne statt. Isabella gebar ihrem Gatten vier Söhne, u. a. den späteren französischen König Philipp IV., den Schönen und Karl I., der Stammvater des Hauses Valois wurde.
Im Juli 1270 begleiteten Isabella und ihr Gemahl König Ludwig IX. während des Siebten Kreuzzuges nach Tunis. Nachdem Ludwig IX. dort am 25. August 1270 bei der Belagerung von Tunis – ebenso wie zahlreiche Kreuzfahrer – an einer Seuche gestorben war, wurde Isabellas ebenfalls erkrankter Gatte als Philipp III. zum König von Frankreich ausgerufen. Im November 1270 traten Philipp III., die schwangere Isabella und die überlebenden Kreuzfahrer die Rückreise an, die von Tunesien zunächst auf einer stürmischen Seefahrt nach Sizilien führte. Diese Insel passierte die Reisegruppe auf dem Landweg über Trapani und Palermo bis zur Straße von Messina, nach deren Überquerung sie durch Kalabrien weiterzog. Hier stürzte die Königin, die unter den Beschwerden der Reise litt, am 11. Januar 1271 beim Versuch, eine vereiste Furt des Flusses Savuto nahe Martirano zu durchreiten, vom Pferd. Verletzt wurde sie nach Cosenza gebracht, wo sie, erschöpft und fiebrig, am 28. Januar 1271 im Alter von etwa 24 Jahren an den Folgen dieses Unfalls und der dadurch provozierten Frühgeburt starb. Das Kind überlebte nicht.
Philipp der Kühne ließ seiner Gemahlin im Dom von Cosenza ein Grabmal errichten. Dem damaligen Begräbnisbrauch des Mos teutonicus entsprechend nahm diese Grabstätte aber nur das Fleisch der Verstorbenen auf, während die Gebeine nach Frankreich überführt und vier Monate nach dem Tod der Königin in der Grablege des französischen Königshauses in der Abteikirche von Saint-Denis in einem zweiten Grab beigesetzt wurden.

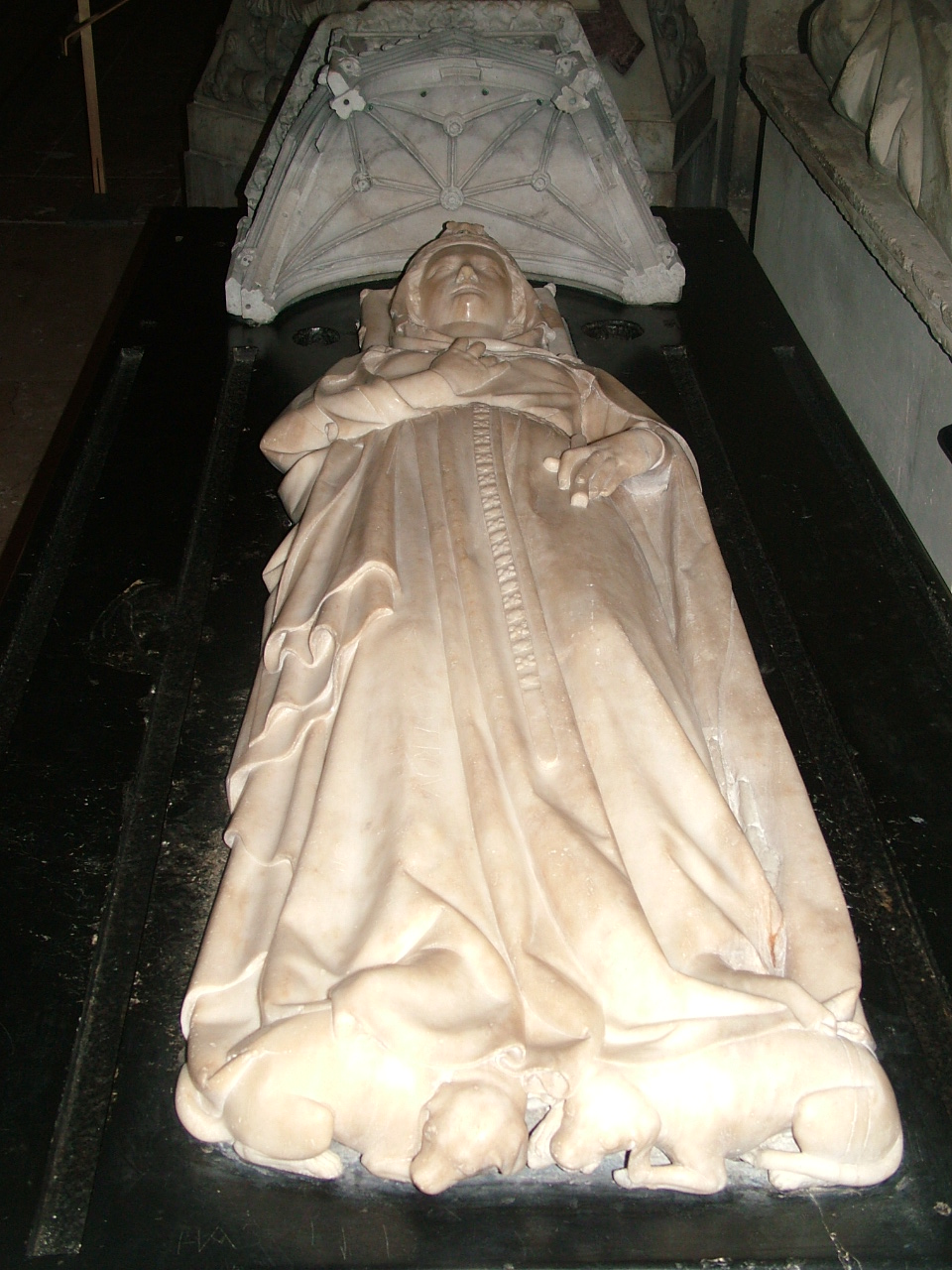
Grab von Isabella von Aragón in Saint-Denis.

Bei der Plünderung der Königsgräber von Saint-Denis während der französischen Revolution wurde ihr Grab im August 1793 geöffnet und geplündert, ihre Überreste wurden in einem Massengrab außerhalb der Kirche beerdigt.

## Nachkommen
Aus Isabellas Ehe mit Philipp III. gingen vier Söhne hervor:
- Ludwig (* um 1264; † vor Mai 1276)
- Philipp IV., der Schöne (* Frühling 1268; † 29. November 1314), ab 1285 französischer König
- Robert (* 1269; † 1271)
- Karl I., Graf von Valois (* 12. März 1270; † 16. Dezember 1325), Stammvater des Hauses Valois